# Filípic
Filípic (Φιλιππικός o Φιλεπικός Philippicos o Philepicos) fou emperador romà d'Orient del desembre del 711 al juny del 713.

## Ascens al poder
Era fill del patrici Nicèfor i el seu nom de naixement era Vardanes, una família d'origen armeni establerta a Pèrgam. Els cronistes Teòfanes el Confessor i Miquel el Sirià el presenten com un home educat i eloqüent.
Es va distingir com a general. Sota Tiberi III Absimar fou enviat a l'exili a Cefalònia per haver comentat en veu alta que havia tingut un somni premonitori en què era emperador. Després, sota Justinià II, fou enviat a Querson.
L'emperador Justinià II va enviar a un general de nom Esteve contra la ciutat de Querson, que l'havia tractat malament, amb una flota i l'ordre de destruir la ciutat; els habitants van poder fugir i Esteve va matar els qui va trobar però només van ser uns centenars; de tornada per la mar Negra una tempesta va destruir la flota, tots els vaixells es van enfonsar i els seus tripulants incloent Esteve, van morir. Després de sortir Esteve, els habitants de Querson van retornar a la seva ciutat i van proclamar emperador a Vardanes, exiliat a la ciutat, que va agafar el nom de Filípic. Justinià va enviar una segona expedició a Querson sota comandament de Maure, que quan va arribar va trobar la ciutat ben defensada i fortificada; com que no gosava tornar sense haver complert les ordres de Justinià, es va passar amb tota la flota a Filípic que llavors, amb aquestes forces i les seves, va marxar cap a Constantinoble. Mentrestant Justinià s'havia dirigit a Sinope per estar proper del teatre d'operacions, i allí fou informat de la rebel·lió. Va marxar cap a la capital per preparar la defensa però abans d'arribar va rebre la notícia que Constantinoble ja s'havia rendit a Filípic i que el seu fill Tiberi havia estat executat pel nou emperador. Llavors Justinià va retornar a Sinope i mentre dubtava sobre què fer fou atacat per Elies, un antic amic al qui després havia perseguit cruelment, que el va matar el desembre del 711. Elies va tallar el cap del tirà i el va enviar a Constantinoble on va arribar el gener del 712.

## Regnat

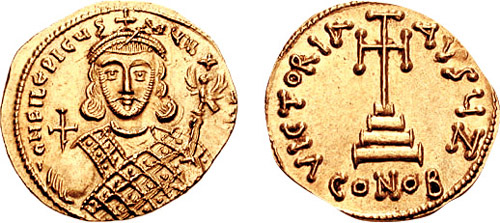
Moneda amb la imatge de Filípic.

### Política religiosa
La vida dissoluta de Filípic i la seva política religiosa aviat li van crear enemics. Com la majoria d'armenis romans d'Orient, l'emperador era membre de la secta monoteleta, una doctrina inventada per reconciliar l'Església ortodoxa amb les creences del monofisistes, però condemnada com a herètica pel concili ecumènic del 680. El gener del 712, va deposar el patriarca Cir I de Constantinoble i va col·locar al seu lloc Joan VI de Constantinoble. Va convocar un conciliabulum amb només els bisbes d'orient, sense tenir en compte els bisbes romans; com a resposta el papa no va voler reconèixer el nou emperador ni els resultats de la reunió. L'imperi es va orientar cap al monotelisme i l'emperador va abolir els canons del sisè concili. Els noms dels patriarques Sergi i Honori, que havien estat anatemitzats per aquest concili, foren inclosos als díptics sagrats.

### Atacs estrangers
Poc després de prendre el poder es va presentar, davant els murs de la ciutat, el rei búlgar Tervel, que va incendiar els suburbis i va fer un immens botí després del qual es va retirar. En el mateix any (712) els àrabs, comandats per Màsmala es van apoderar d'Amasia i el 713 d'Antioquia de Psídia.

## Deposició
Tota aquesta situació va portar al patrici Jordi, de renom Borafe, i a Teodor Miaci, a preparar una conspiració. El 3 de juny del 713 Filípic celebrava una festa a l'hipòdrom i l'emperador va desfilar pels carrers de la capital i a primera hora de la nit va donar un banquet en el qual, com era costum, va beure més del compte. Els convidats el van posar en un llit quan estava sense sentit. Un dels conspiradors, Ruf, va aprofitar el moment, va entrar a la cambra on era, i se'l va emportar cap a un altre lloc on fou cegat (26 de maig del 714); però va seguir un tumult popular i la gent va proclamar a un dels seus favorits, Anastasi II, trencant els projectes dels conspiradors.
Filípic va viure al monestir dels dàlmates fins que va morir el 20 de gener del 714.